# Therese und Isabell
Therese und Isabell ist ein US-amerikanisches Liebes- und Erotikmelodram von Radley Metzger nach dem von Violette Leduc verfassten Roman Thérèse et Isabelle, der seit seiner Fertigstellung 1954 mit großen Zensurschwierigkeiten zu kämpfen hatte. Die beiden Titelrollen spielen die Schwedin Essy Persson (Therese) und die Französin Anna Gaël (Isabell).

## Handlung
Ein teurer Mercedes fährt eine entlegene Allee inmitten einer menschenleeren Landschaft entlang und hält am Straßenrand. Dem Fahrzeug entsteigt eine elegante Dame, etwa Mitte/Ende 30 Jahre alt. Sie geht auf einen mittlerweile verwaisten Gebäudekomplex zu, ein ehemaliges Mädcheninternat. Hier, im Collège du Lys, ging die Dame, Therese, vor rund zwanzig Jahren zur Schule. Therese hat sich telefonisch angemeldet, sodass der Verwalter ihr Einlass gewähren kann. Vorsorglich hatte man ihr am Telefon gesagt, dass sie sonst niemanden antreffen werde und die Schule derzeit leer sei. Therese antwortete sibyllinisch: „Das ist schon in Ordnung, ich werde mit den Geistern sprechen.“ Die Geister sind die ihrer eigenen Vergangenheit, die Erinnerungen an jene Zeit in diesem Lyzeum, die Therese offensichtlich bis zum heutigen Tage nicht losgelassen haben und sie keinen Frieden finden lassen. Hier hatte sie ihre erste große Liebe erlebt und hier auch das größte Unglück ihrer Jugend: den Verlust eben jener großen Liebe. Als Therese auf das Grundstück hereingelassen wird, beginnt ein wehmütiger Reigen voller Erinnerungen: Sie sieht als erstes vor ihrem geistigen Auge ein Mädchen auf einer Parkbank sitzen, das bitterlich weint. Es ist sie selbst, die junge Therese von vor knapp zwanzig Jahren.
Alles fing recht unspektakulär an. Therese wurde von ihrer Mutter hierhin verbracht, damit diese sich ungestört ihren Gelüsten mit Thereses verhasstem Stiefvater, den die Mutter zu heiraten beabsichtigt, hingeben kann. In der blonden Mitschülerin Isabell findet die brünette Therese rasch eine Seelenverwandte; aus der innigen Freundschaft, die die beiden Teenager verbindet, erwächst bald eine tiefe Liebe zueinander, wie sie beide bislang noch nie erlebt hatten. Doch man befindet sich in einem Lyzeum der frühen Nachkriegszeit, und eine lesbische Verbindung würde auf völliges Unverständnis stoßen und einen Skandal sondergleichen hervorrufen. Und so sind die beiden Mädchen dazu verdammt, ihre Leidenschaft füreinander streng geheim zu halten. Ihren Liebesspielen und die gegenseitige Erforschung der nackten Körper können sie nur versteckt nachgehen. Die Bemühungen des jungen Casanovas Pierre um Therese führen nur sehr kurz zu einer Eifersucht zwischen den beiden Mädchen. Als Isabell eines Wochenendes ihre Eltern besucht, gibt sie sich dann doch den Avancen hin und bereut es angesichts dessen unsensibler Vorgehensweise bitterlich. Danach wird die Beziehung zu Isabell um so enger.
Um endlich sich einmal vollkommen ungestört ihrer körperlichen Liebe widmen zu können, verlässt das lesbische Liebespaar das Internat und reist in eine Kleinstadt, wo sie ein Hotelzimmer nehmen wollen. Doch ganz offensichtlich handelt es sich dabei um ein Stundenhotel, und vor allem Therese ist von dem unromantischen Umfeld, dem andauernden Lustgestöhne, das von den Nachbarzimmern zu ihnen dringt und einem Loch in der Wand, durch das man von nebenan beobachtet werden könnte, angewidert. Daher verlassen die beiden Mädchen diesen zutiefst unromantischen Ort, ohne dass es zum Äußersten kommt. Schließlich geben sie sich noch in derselben Nacht auf dem Schulgelände im Freien endlich der Liebe hin. Man verspricht sich immer wieder, sich niemals zu verlassen. „Niemals“ – „niemals“ – „niemals!“ hallt es durch die Räume des Internats, damals wie heute. Nach diesem Moment größter Ekstase folgt am Tag darauf der der schlimmsten Ernüchterung: Therese muss erfahren, dass Isabell von ihrer Mutter abgeholt und ins Ausland abgereist sei. Verzweifelt nach ihrer Liebsten rufend, rennt Therese über das Internatsgelände. Die gereifte Therese steht nun wieder an derselben Bank wie zu Beginn des Films und sieht erneut ihr alter ego von einst schluchzen. Die erwachsene Therese dreht sich um, verlässt das Gelände und kehrt zu ihrem Mercedes zurück. Ihre schmerzliche Reise in die Vergangenheit hat ein Ende gefunden, und Therese kann mit diesem sie viele Jahre bedrückenden Thema endlich abschließen.

## Produktionsnotizen
Therese und Isabell wurde in der zweiten Jahreshälfte 1967 mit seinen Außenaufnahmen im nordfranzösischen Kloster Royaumont (Kreuzgangaufnahmen, rechts), das im Film zum Collège du Lys wurde. gedreht und am 14. Mai 1968 in New York uraufgeführt. Die deutsche Premiere – die Berolina-Film war an der Herstellung beteiligt – fand am 11. Oktober desselben Jahres statt. Nahezu alle weiteren Premieren fielen in das Folgejahr 1969.
Osman Ragheb assistierte Regisseur Metzger. Olivier-Laurent Girard erstellte die Ausstattung, Roxane Vaisborg zeichnete für die Garderobe verantwortlich. Addie Guertner stand als einfacher Kameramann Chefkameramann Hans Jura zur Seite.

## Kritiken
Die Bewertungen für diese melancholisch-elegische und in ihren Erotikszenen recht dezent fotografierte Geschichte fielen sehr unterschiedlich aus. Nachfolgend drei Einschätzungen:
Das Lexikon des Internationalen Films befand: „Die intime Mädchenfreundschaft wird zum Spiegelbild erotischer Wirrnis im Mittelpunkt einer schwärmerisch-romantischen Geschichte, die psychologisch glaubwürdig entwickelt ist. Eine Romanverfilmung, die sich um die differenzierte und einfühlsame bildlyrische Darstellung einer homoerotischen Problematik bemüht.“
US-Filmkritiker Roger Ebert hingegen wütete noch im Herbst 1968: „Das ist er, der schlechteste Film des Jahres. Seit Stan Frebergs Aufnahme von „John and Marsha“ hat es keinen weniger komplexen Dialog mehr gegeben. „Ach Therese!“ „Ach, Isabelle!“ Arrgh. Yeech. Radley Metzger, der der Welt „I, A Woman“ schenkte und ihr gnadenlos mit „Carmen, Baby!“ folgte, ist wieder zurück mit einer seiner reisenden Präsentationen von Dummheit, die sich als „Kunstfilme“ tarnen, um in respektable Kinos zu kommen. Typischerweise wird ein Metzger-Film mit einem zurückhaltenden, würdevollen Gesicht beworben, das von einer hochpreisigen Werbeagentur ausgewählt wurde, um dem Unternehmen eine Aura der Seriosität zu verleihen. Das Publikum dieser Filme – Jugendliche jeden Alters – lässt sich nicht täuschen; es kann einen schmutzigen Film instinktiv erkennen.“
In einer sehr viel sachlicheren Nachbetrachtung anlässlich der erneuten Präsentation des Films im Rahmen der Biennale von Venedig 2022 heißt es: „Essy Perssons Therese wird kurzerhand in einem renommierten Internat abgesetzt, damit ihre Mutter und ihr verhasster Stiefvater ihre eigenen Freuden suchen können, wo sie die frühreife Isabelle (vielleicht zu alt für die Rolle: Anna Gael) trifft. Was folgt, ist die erste Blüte der sapphischen Liebe, wunderschön in schwarz-weißem Panavision mit üppiger Georges-Auric-Filmmusik.“